# Matsuno (Ehime)
El Pueblo de Matsuno (松野町 Matsuno-chō?) es un pueblo del Distrito de Kitauwa en la Región de Nanyo de la Prefectura de Ehime.

## Características
Está ubicada en la zona del curso central del Río Hiromi (広見川 Hiromi-gawa?), un afluente del Río Shimanto. Existe otro Río Yoshino dentro de la Región de Shikoku, pero el mismo atraviesa las Prefecturas de Kochi y Tokushima.
Su territorio está cubierto en un 84% por montes y por ello utiliza el lema "País del Bosque", buscando favorecer la interrelación de los habitantes de las zonas urbanas con las zonas rurales y aumentar así su población. Como el Pueblo quedó al margen del proceso de fusión que se llevó a cabo en Japón, terminó siendo la localidad menos poblada de la Prefectura de Ehime. 
Está separada de la Ciudad de Uwajima por el Monte Onigajo (鬼が城山 Onigajō-san?), ubicándose al este de la misma. Sin embargo, no está comunicada directamente con la Ciudad de Uwajima, debiendo atravesar el Pueblo de Kihoku para acceder a ella.
Es dividida en dos distritos, que en realidad fueron las dos localidades que formaron el actual Pueblo de Matsuno, y son el distrito Yoshino y el distrito Matsumaru. El ayuntamiento se encuentra en el distrito Matsumaru, en frente se concentran los comercios, y un poco más alejado se encuentra la Estación Matsumaru (松丸駅 Matsumaru-eki?) de la JR.

## Accesos

### Ferrocarril
- Línea Yodo (予土線 Yodo-sen?)
  - Estación Matsumaru
  - Estación Yoshinobu
  - Estación Matsuchi

### Rutas
- Ruta Nacional 381
- Ruta Nacional 441